# Freeke Moes
Freeke Moes, född den 29 november 1998 i Moergestel, är en nederländsk landhockeyspelare.

## Karriär
Freeke Moes ingick i det nederländska landhockeylag som tog guld vid OS 2024. Hon var även uttagen att spela vid OS 2020, men deltog aldrig.